# Santuario de San Antonio (Kochchikade)
El Santuario de San Antonio (en tamil: புனித அந்தோனியார் திருத்தலம்) es una iglesia católica de rito romano en la archidiócesis católica de Colombo en el país asiático de Sri Lanka. La iglesia está ubicada en Kochchikade, Kotahena, Colombo 13 (no debe confundirse con la ciudad del mismo nombre, Kochchikade, Negombo), y está dedicada a San Antonio de Padua. La iglesia fue declarada santuario nacional.  Un pequeño trozo de la lengua de San Antonio está consagrada en un relicario especial, que se encuentra en una caja de vidrio junto con una estatua del santo, en la entrada de la iglesia. 

## Historia
Los orígenes de la iglesia se relacionan con el período colonial holandés temprano cuando el catolicismo fue prohibido en la isla, época en que los sacerdotes católicos predicaban en la clandestinidad. San Antonio se disfrazó de comerciante local y encontró refugio en una comunidad pesquera local en Mutwal. Según las leyendas locales, la comunidad buscó su ayuda para evitar que el mar erosionara su aldea, y el Padre Antonio plantó una cruz y rezó en la playa, lo que hizo que "el mar retrocediera" y la comunidad se convirtiera al catolicismo. Las autoridades holandesas luego le asignaron algunas tierras para llevar a cabo sus sermones, con lo cual él construyó una capilla de ladrillos de barro dedicada a San Antonio de Padua. El Padre Antonio está enterrado dentro de la iglesia.
En 1806, la capilla fue ampliada, y en 1822 uno de los miembros de la Congregación fue a Goa y trajo una estatua de San Antonio, que aún se ve en uno de los altares de la iglesia. La construcción de una nueva iglesia comenzó en 1828 y se consagró el 1 de junio de 1834. En 1938, la iglesia fue mejorada y ampliada, con la adición de una galería de coristas, grandes alas laterales, una casa de misión y una sala de reuniones detrás del altar principal. La iglesia ampliada fue consagrada el 16 de febrero de 1940.
El 13 de junio de 2010, el gobierno de Sri Lanka emitió sellos postales para conmemorar el 175 aniversario de la iglesia.
El 21 de abril de 2019 (domingo de Pascua para los cristianos occidentales), la iglesia fue uno de los objetivos de una serie de explosiones con bombas en todo Sri Lanka.